# Xã Shrewsbury, Quận Sullivan, Pennsylvania
Xã Shrewsbury (tiếng Anh: Shrewsbury Township) là một xã thuộc quận Sullivan, tiểu bang Pennsylvania, Hoa Kỳ. Năm 2010, dân số của xã này là 319 người.